# Hav-nomader
Hav-nomader er betegnelsen for en række forskellige folkeslag, der bor i den sydøstasiatiske ø-verden. I daglig tale omtales de også nedsættende som hav-sigøjnere (engelsk: Sea Gypsies). På thailandsk kaldes hav-nomader Chao Leh (ชาวเล - dansk: ~ mænd af havet), på burmesisk kaldes hav-nomader og Selung (eller Selon). Deres livsstil er semi-nomadisk. Under monsunsæsonen, opholder de sig på øerne i Andamanhavet i Malaccastrædet til det Sydkinesiske Hav. I resten af det år rejser de i deres både fra ø til ø og lever hovedsageligt af at fange fisk, og skaldyr.
Den største gruppe hav-nomader er Bajau, der lever ved Indonesiens, Malaysias og Filippinernes kyster. Andre grupper er Moken eller Selung, der lever ved Burmas og Thailands kyster; Orang Laut der er etnisk malaysiere og bor ved øgruppen Riau i Indonesien samt Urak Lawoi', der lever ved Thailands kyster.

## Literatur
- Clifford Sather: The Bajau Laut - Adaption, History, And Fate In A Maritime Fishing Society Of South-Eastern Sabah, Oxford University Press, Kuala Lumpur, 1997, ISBN 983-56-0015-5
- Frank M. LeBar (Hrsg.): Ethnic Groups of Insular Southeast Asia, Volume 1: Indonesia, Andaman Islands, and Madagaskar; Human Relations Area Files Press, New Haven, 1972
- Frank M. LeBar (Hrsg.): Ethnic Groups of Insular Southeast Asia, Volume 2: Philippines and Formosa; Human Relations Area Files Press, New Haven, 1972